# عين قيشر (عين قيشر)
عين قيشر هي إحدى مشيخات المملكة المغربية، تتبع جغرافيا لإقليم خريبكة وإداريًا لعين قيشر. يقدر عدد سكانها بـ 3356 نسمة حسب الإحصاء الرسمي للسكان والسكنى لسنة 2004.